# Антер (папа римский)
Анте́р (лат. Anterus, в русской традиции — Анфир; ? — 3 января 236) — епископ Рима с 21 ноября 235 года по 3 января 236 года.

## Биография
Как считается, Антер был греком-вольноотпущенником, родившимся в Петилия-Поликастро, Калабрия.
Некоторые учёные полагают, что он был замучен. Другие учёные сомневаются в этом и считают, что умер Антер в недраматических обстоятельствах во время гонений со стороны императора Максимина Фракийца .
Антер был погребён в римских катакомбах святого Каллиста в папской крипте. Его могильную плиту обнаружил Джованни Баттиста де Росси в 1854 году. На плите сохранились полустёртые остатки греческой эпитафии. Его прах был вывезен в церковь Святого Сильвестра на Марсовом поле и был обнаружен 17 ноября 1595 года, когда папа Климент VIII перестраивал церковь.
Почитается как святой, день памяти у католиков 3 января, у православных — 5 августа (по юлианскому календарю).